# كريستوفر إم. شرودر
كريستوفر إم. شرودر (بالإنجليزية: Christopher M. Schroeder)‏ هو شخصية أعمال أمريكي، ولد في 28 يوليو 1964.